# Championnat des Îles Turques-et-Caïques de football 2021-2022
Navigation
Édition précédente Édition suivante
La saison 2021-2022 du championnat des Îles Turques-et-Caïques de football est la vingt-troisième édition de la Provo Premier League, le championnat de première division des Îles Turques-et-Caïques.
Après un an et demi d'arrêt complet des activités en raison de la pandémie de Covid-19, la compétition reprend en septembre 2021. Le format utilisé en 2019-2020 avec deux tournois, un d'ouverture et un de clôture, est conservé. Les SWA Sharks, vainqueurs du tournoi d'ouverture 2019 et incidemment de la saison 2019-2020, sont les tenants du titre.
Le 13 novembre 2021, en l'emportant 1-0 face aux SWA Sharks, le Blue Hills FC termine le tournoi d'ouverture en tête du classement après avoir enchaîné cinq victoires de rang. Lors du tournoi de clôture, c'est au tour des SWA Sharks de finir en tête devant le Blue Hills FC. Ces deux équipes se retrouvent en finale pour déterminer le champion de la saison 2021-2022. Ce sont les SWA Sharks qui s'imposent 4-2 après prolongations face au Blue Hills FC et décrochent un troisième titre dans leur histoire.

## Les équipes participantes
| \| Providenciales : AFC Academy Beaches FC Blue Hills FC Flamingo FC SWA Sharks Providenciales \| Localisation des équipes engagées. |
| Providenciales : AFC Academy Beaches FC Blue Hills FC Flamingo FC SWA Sharks Providenciales                                          |

| Équipe        | Classement Ouverture 2019-2020 | Ville (île)                             | Stade                  |
| ------------- | ------------------------------ | --------------------------------------- | ---------------------- |
| SWA Sharks    | Champion                       | Grace Bay (Providenciales)              | TCIFA National Academy |
| AFC Academy   | 2e                             | Providenciales (Providenciales)         | TCIFA National Academy |
| Beaches FC    | 3e                             | Venetian Road (Providenciales)          | TCIFA National Academy |
| Flamingo FC   | 4e                             | Five Cays & Blue Hills (Providenciales) |                        |
| Blue Hills FC | 5e                             | Five Cays & Blue Hills (Providenciales) |                        |
| Teachers FC   | Nouvelle équipe                |                                         |                        |

Légende des couleurs
- Tenant du titre
- Nouvelle équipe

## Compétition
Pour la deuxième saison consécutive, deux tournois (ouverture et clôture) sont organisés.
Le barème de points servant à établir le classement se décompose ainsi :
- Victoire : 3 points
- Match nul : 1 point
- Défaite : 0 point

### Tournoi d'ouverture
| Rang | Équipe          | Pts | J  | G | N | P | Bp | Bc | Diff |
| ---- | --------------- | --- | -- | - | - | - | -- | -- | ---- |
| 1    | Blue Hills FC   | 22  | 10 | 7 | 1 | 2 | 26 | 9  | +17  |
| 2    | SWA Sharks T    | 20  | 10 | 6 | 2 | 2 | 22 | 11 | +11  |
| 3    | Beaches FC      | 18  | 10 | 6 | 0 | 4 | 29 | 17 | +12  |
| 4    | AFC Academy     | 18  | 10 | 6 | 0 | 4 | 20 | 14 | +6   |
| 5    | Teachers FC (N) | 7   | 10 | 2 | 1 | 7 | 17 | 32 | -15  |
| 6    | Flamingo FC     | 3   | 10 | 1 | 0 | 9 | 10 | 41 | -31  |

|  | Vainqueur du tournoi d'ouverture et qualification pour la finale |
|  | T : Tenant du titre (N) : Nouvelle équipe                        |

### Tournoi de clôture
Une rencontre comptant pour la huitième journée prévue le 18 juin entre le Flamingo FC et le Beaches FC n'a pas pu se tenir, les deux équipes ne disposant pas d'assez de joueurs pour ce match. Au cours du tournoi, le Beaches FC a dû déclarer forfait à trois reprises (défaite 0-3 au bénéfice de leurs adversaires) en raison d'un manque de joueurs le jour du match.
| Rang | Équipe          | Pts | J  | G | N | P | Bp | Bc | Diff |
| ---- | --------------- | --- | -- | - | - | - | -- | -- | ---- |
| 1    | SWA Sharks T    | 25  | 10 | 8 | 1 | 1 | 35 | 12 | +23  |
| 2    | Blue Hills FC   | 24  | 10 | 8 | 0 | 2 | 27 | 9  | +18  |
| 3    | AFC Academy     | 13  | 10 | 3 | 4 | 3 | 20 | 17 | +3   |
| 4    | Teachers FC (N) | 13  | 10 | 4 | 1 | 5 | 21 | 17 | +4   |
| 5    | Beaches FC      | 5   | 9  | 1 | 2 | 6 | 6  | 26 | -20  |
| 6    | Flamingo FC     | 2   | 9  | 0 | 2 | 7 | 11 | 39 | -28  |

|  | Vainqueur du tournoi de clôture et qualification pour la finale |
|  | T : Tenant du titre (N) : Nouvelle équipe                       |

### Finale
La finale voit s'affronter le Blue Hills FC, vainqueur du tournoi d'ouverture automnal et les SWA Sharks, champion du tournoi de clôture printanier.
| 10 juillet 2022 | Blue Hills FC                    | 2 - 4          | SWA Sharks                                   | TCIFA National Stadium, Providenciales |  |
|                 | Junior Billy · Peterson Pluviose | (0 - 2, 2 - 2) | Jeff Beljour · Elton Charles · Lenford Singh |                                        |  |
|                 | Rapport                          |                |                                              |                                        |  |

| Champion des Îles Turques-et-Caïques 2021-2022 SWA Sharks 3e titre |

## Bilan de la saison
| Championnat des Îles Turques-et-Caïques de football 2021-2022 |                       |
| Champion                                                      | SWA Sharks (3e titre) |
| Dauphin                                                       | Blue Hills FC         |
| Qualifications continentales                                  |                       |
| Caribbean Club Shield 2023                                    | SWA Sharks            |